# Pere Calbó i Roca
Pere Calbó i Roca (Barcelona, 17 de març de 1970) és un advocat i polític català, membre del Partit Popular de Catalunya (PP), va ser membre de la mesa del Parlament de Catalunya entre 2012 i 2015.

## Biografia
Pere Calbó, nascut a Barcelona el 1970, és advocat de professió i afiliat al PPC des de 1992.
Va ser regidor i portaveu del Grup Municipal del PPC a l'Ajuntament d'Igualada, càrrec que fins al 1999 va compatibilitzar amb el de portaveu del partit al Consell Comarcal de l'Anoia, amb el de primer tinent d'alcalde i amb el de regidor de Promoció Econòmica de l'Ajuntament igualadí. També ha estat assessor a l'Ajuntament de Barcelona del 1999 al 2010.
La seva entrada al Parlament de Catalunya es va produir el juny de 2010, pocs mesos abans de l'acabament de la VIII legislatura. A les eleccions de 2010 va ser escollit membre de la cambra i va exercir de portaveu adjunt del Grup Parlamentari Popular, de portaveu del mateix grup a la Comissió d'Interior i va ser secretari de la Comissió de l'Estatut dels diputats. El 18 de gener de 2012 va ser escollit secretari primer de la Mesa del Parlament en substitució a Jordi Cornet i Serra.
En els comicis de 2012 tornà a ser elegit diputat i en la sessió constitutiva de la cambra en la seva X legislatura, celebrada el 17 de desembre de 2012, va ser elegit secretari segon del Parlament.